# ارمتون سور بیرت
ارمتون سور بیرت (به لاتین: Ermeton-sur-Biert) یک منطقهٔ مسکونی در بلژیک است که در مته (بلژیک) واقع شده‌است.